# Herr Dowe
Herr Dowe, geboren als Heinrich Dowe, 11 maart 1859, was bekend als een Oostenrijks kleermaker en in 1894 als de uitvinder van een kogelwerend vest.
Dowe ging hiermee als straatartiest op tournee in de Verenigde Staten en in Europa onder de artiestennaam "Herr Dowe".
Dowe liet zich tijdens zijn voorstelling beschieten onder het toeziend oog van een bij elkaar gestroomd publiek al uitroepend "ik voel niets". Hij weigerde echter steevast om zijn vest, dat wel 3 inches (7,5 cm) dik was, door iemand te laten onderzoeken. Dowe's truc kreeg navolging van andere artiesten.
Dowe gaf ook demonstraties in Engeland. Een onderzoeker aldaar maakte duidelijk dat er mogelijk sprake was van fraude, dan wel goedgelovigheid van hen die niet verder hadden uitgezocht hoe Dowe zich beschermde, namelijk met een stalen plaat in zijn vest.